# Бернхард Шлинк
Бернхард Шлинк (Билефелд, 6. јул 1944, Гросдорнберг код Билефелда) je немачки правник и књижевник, аутор интернационалног бестселера Читач.

## Детињство и породица
Шлинков отац, Едмунд Шлинк, био је професор теологије у Хајделбергу, његова тетка Базилеа Шлинк оснивачица евангелистичког реда, а деда, Вилхелм Шлинк, професор механике. Његов брат Вилхелм Шлинк био је професор историје уметности на Универзитету у Фрајбургу до 2004/2005, када је постао професор емеритус. Шлинкова породица се убрзо након његовог рођења преселила у Хајделберг, где је он провео детињство. Има једног сина, који је по занимању стоматолог.

## Правничка каријера
Шлинк је студирао права на Универзитету у Хајделбергу и на Слободном универзитету у Берлину. Радио је као асистент на универзитетима у Дармштату, Билефелду и Фрајбургу. Докторирао је 1975. у Хајделбергу (тема дисертације: Abwägung im Verfassungsrecht, објављена 1976) и стекао звање професора 1981. у Фрајбургу (радом на тему Die Amtshilfe. Ein Beitrag zu einer Lehre von der Gewaltenteilung in der Verwaltung, објављеним 1982). Пред Удружењем немачких правника на седници 1989. у Хановеру Шлинк је држао предавање на тему Die Bewältigung der wissenschaftlichen und technischen Entwicklungen durch das Verwaltungsrecht.
Од 1982. до 1991. био је професор јавног права на Универзитету у Бону, а од 1991. до 1991. професор јавног и социјалног права и филозофије права на Универзитету у Франкфурту. Од 1992. до 2009. држао је катедру за јавно право и филозофију права на Хумболтовом универзитету у Берлину, где га је наследио Кристоф Мелер.
Један од Шлинкових ученика био је и Ралф Пошер, професор Универзитета у Фрајбургу. Од 1987. до 2006. био је судија Уставног суда покрајине Северна рајна-Вестфалија у Минстеру.
У августу 2005. заступао је Владу Савезне републике Немачке пред Савезним уставним судом у поступку жалбе двојице посланика Бундестага против одлуке председника Келера да распусти Бундестаг и организује нове изборе.
Бернхард Шлинк је члан редакције првог немачког правног интернет-часописа Humboldt Forum Recht.
Данас живи у Беркширу (Масачусетс) и Берлину.

## Књижевна каријера
Године 1987. Бернхард Шлинк је позван на Универзитет у Екс ан Провансу. Тамо је боравио три месеца код пријатеља Валтера Попа. Обојица су били страствени читаоци криминалистичких романа и одлучни да и сами напишу један. Радња њиховог заједничког романа Зелбова правда врти се око шездесетосмогодишњег приватног детектива Герхарда Зелба кога рад на једном случају враћа у његову сопствену прошлост, када је био државни адвокат у време владавине нацизма.
Након успеха његовог књижевног првенца, уследила су дела без ко-аутора, и то: криминалистички роман Гордијев чвор, који је 1989. одликован наградом Фридрих Глаузер. И у овом делу протагониста је бивши правник, Георг Полгер, који се као преводилац сели на југ Француске, где, преводећи нацрте конструкције ратног хеликоптера, доспева у ланац шпијунаже. Делима Зелбова превара (награда Deutscher Krimi Preis) и Зелбова смрт заокружио је трилогију о приватном детективу Герхарду Зелбу.
Доротеја Нолте рекла је о Шлинковим романима о детективу Зелбу: „То су полетни, често духовити романи који се - локалци ће сигурно препознати улице и зграде - одигравају у Манхајму и околини; рафинисане приче, у којима је присутна актуелна политичка ситуација и немачка прошлост.“
Први Шлинков не-криминалистички роман, Читач, постао је изузетно цењен интернационални бестселер. Преведен је на 39 језика, а његово америчко издање заузело је прво место листе бест селера коју је објавио New York Times. Читач је добио награду Ханс Фалада (1998), италијанску књижевну награду Grinzane Cavour (1997) и награду Laure Bataillon (престижна француска награда за преводе књижевних дела) (1997). Роман је 2008. екранизован у режији Стивена Долдрија.
И збирка приповедака Бекства од љубави постала је 2000. бестселер. 2008. године Ричард Ајр је екранизовао приповетку Онај други из ове збирке, а улоге су играли Liam Neeson, Antonio Banderas и Laura Linney
Шлинкове књиге, како каже Беате Драјке, често тематизују комплекс права и правде. Тако се већ у романима о детективу Зелбу закон показао неприкладним инструментом за спровођење правде када се ради о давно почињеним делима, а у Читачу се поставља питање како судити о делима почињеним под неким другим правним системом. Међутим, књига ово питање оставља отвореним, што је изазвало и критику.
На питање о мотивацији за бављење књижевном делатношћу Шлинк је у једном интервјуу одговорио: „Ја пишем из истог разлога из ког други читају: нико неће да живи само један живот.“

## Дела

### Стручна правна литература
- Основна права. Државно право II. са Бодом Пиротом, 27. издање, C.F. Müller, Хајделберг. 2011.  978-3-8114-9812-9.
- Полицијско право и право чувања поретка са правом о окупљањима. са Михаелом Книзелом и Бодом Пиротом, 6. издање, C.H. Beck, Минхен. 2010.  978-3-406-60952-7.

### Белетристика
Дела објављена до 2011. у издању издавачке куће Diogenes Verlag из Цириха:
- 1987 Зелбова правда (у сарадњи са Валтером Попом).  978-3-257-21543-4..
- 1988 Гордијев чвор, криминалистички роман.  978-3-257-21668-4..
- 1992 Зелбова превара.  978-3-257-22706-2..
- 1995 Читач.  978-3-257-22953-0..
- 2000 Бекства од љувави.  978-3-257-23299-8..
- 2001 Зелбова смрт.  978-3-257-23360-5..
- 2006 Повратак кући.  978-3-257-86136-5..
- 2008 Викенд.  978-3-257-06633-3.
- 2010 Летње лажи.  978-3-257-06753-8.
- 2011 Мисли о писању. Хајделбершка предавања из поетике.  978-3-257-06783-5.

### Есеји
- 2000 Домовина као утопија.  978-3-518-06613-3..
- 2005 Огледи – о политици, праву, писању и веровању.  978-3-257-06483-4..
- 2007 Кривица из прошлости. Прилози једној немачкој теми.  978-3-257-06597-8..

## Награде
- 1989: Награда Friedrich-Glauser „Групи аутора немачке криминалистичке литературе“ – за књигу Гордијев чвор
- 1993: Награда Deutscher Krimi Preis за Зелбова превара
- 1995: Годишња звезда минхенских новина Abendzeitung за дело Читач
- 1997: Награда Grinzane-Cavour (Италија) за дело Читач
- 1997: Награда Prix Laure Bataillon (Француска) за књигу Читач (Награда за аутора као и за преводиоца Бернарда Лортоларија)
- 1998: Награда Hans-Fallada за Читача
- 1999: Књижевна награда часописа WELT за књижевно дело
- 2000: Одликовање удружења Heinrich-Heine
- 2000: Евангелистичка књижевна награда за дело Читач
- 2000: Награда јапанског дневног листа Mainichi Shimbun која се сваке године додељује аутору бестселера године у Јапану, за Читача
- 2004: Орден за заслуге (I класе)

## Секундарна литература
- Christoph Cornelißen: Platz 14. Bernhard Schlink: Der Vorleser.. У: Christoph Jürgensen (прир.): Die Lieblingsbücher der Deutschen. Verlag Ludwig, Kiel. 2006.  978-3-937719-34-4. стр. 39-59.
- Donahue, William Collins (2011). „Holocaust Lite.“ Bernhard Schlinks „NS-Romane“ und ihre Verfilmungen. Bielefeld: Aisthesis. ISBN 978-3-89528-832-6.
- Sascha Feuchert, Lars Hofmann: Lektüreschlüssel: Bernhard Schlink: Der Vorleser. 2, aktualis. Auflage. Reclam-Verlag.  (auch als Download verfügbar)
- Manfred Heigenmoser (ed): Bernhard Schlink, Der Vorleser. Reclam-Verlag.
- Juliane Köster: Bernhard Schlink, Der Vorleser. Interpretation. Oldenbourg-Verlag.
- Micha Ostermann: Aporien des Erinnerns: Bernhard Schlinks Roman Der Vorleser. Verlag Marcel Dolega, Bochum. 2004.  978-3-937376-03-5.

## Екранизације
- 1991 Смрт је дошла као пријатељ (Дело: Зелбова правда, ZDF)
- 2008 The Reader (Дело: Читач)
- 2008 The Other Man (Дело: Онај други)